# Frederick Pitcher
Frederick „Freddie” William Pitcher (ur. 5 lutego 1967 na Nauru) – nauruański koszykarz i polityk, prezydent Nauru od 10 listopada do 15 listopada 2011.

## Kariera sportowa
Przed zaangażowaniem się w politykę, Pitcher uprawiał koszykówkę, grając przez ok. 20 lat dla reprezentacji narodowej. Grał także w ligach zagranicznych, m.in. na Filipinach, czy w Japonii. Po zakończeniu kariery sportowej zaczął trenować innych koszykarzy ze swego kraju, a także rozpoczął pracę z dziećmi.
Pitcher był także przewodniczącym Nauruańskiej Federacji Koszykówki.

## Kariera polityczna
Studiował na Uniwersytecie Macquarie w Sydney. Po raz pierwszy dostał się do nauruańskiego parlamentu w 2004, reprezentując okręg wyborczy Ubenide. W drugim gabinecie Ludwiga Scotty'ego był ministrem rozwoju i przemysłu, Nauruańskiej Korporacji Fosforytowej, kultury i turystyki, i środowiska. W 2007 uzyskał reelekcję. W wyniku kryzysu, spowodowanego przez wybór Marcusa Stephena na prezydenta, ustawą z  marca 2008, zakazującą posiadania podwójnego obywatelstwa przez deputowanych, został pozbawiony mandatu (posiada również paszport australijski). Regulację tę uchylił jednak Sąd Najwyższy. W rozpisywanych w kwietniu 2008, marcu 2010 oraz czerwcu 2010 wyborach został wybrany ponownie.
W gabinetach Stephena odpowiadał za finanse (pierwszy gabinet) i media, zasoby naturalne, handel, przemysł i środowisko (drugi gabinet).
10 listopada 2011, po rezygnacji Stephena, został wybrany nowym prezydentem republiki (w głosowaniu w parlamencie pokonał Miltona Dube). 15 listopada 2011, po przejściu w szeregi opozycji ministra Sprenta Dabwido i utracie przez rząd większości parlamentarnej, otrzymał od parlamentu wotum nieufności. Nowym szefem państwa (stosunkiem głosów 9 do 8) został wybrany Dabwido. 
W wyniku wyborów z 8 czerwca 2013 roku, znalazł się poza izbą.